# Powiat de Wyszków
 (septembre 2024).
Si vous disposez d'ouvrages ou d'articles de référence ou si vous connaissez des sites web de qualité traitant du thème abordé ici, merci de compléter l'article en donnant les références utiles à sa vérifiabilité et en les liant à la section « Notes et références ».
Le powiat de Wyszków (en polonais : powiat wyszkowski) est un powiat (district) appartenant à la voïvodie de Mazovie dans le centre-est de la Pologne,  créée en 1999 lors de la réforme administrative.
Elle est née le 1er janvier 1999, à la suite des réformes polonaises de gouvernement local passées en 1998. 
Son siège administratif et seule ville du powiat est Wyszków, qui se trouve à 53 kilomètres au nord-est de Varsovie, capitale de la Pologne. 
Le district couvre une superficie de 876,49 kilomètres carrés. En 2006, sa population totale est de 71 558 habitants, avec une population de Wyszków de 27 010 habitants et une population rurale de 44 548 habitants.  

## Powiats voisines
La Powiat de Wyszków est bordée des powiats de : 
- Ostrołęka au nord
- Ostrów Mazowiecka au nord-est
- Węgrów à l'est
- Wołomin au sud
- Legionowo et Pułtusk à l'ouest
- Maków au nord-ouest

## Division administrative
Le powiat de Wyszków compte 6 communes :
| Gmina             | Type         | Superficie (km²) | Population (2006) | Siège       |
| Gmina Wyszków     | urbain-rural | 165,6            | 37 872            | Wyszków     |
| Gmina Brańszczyk  | rural        | 167,6            | 8 408             | Brańszczyk  |
| Gmina Długosiodło | rural        | 167,5            | 7 649             | Długosiodło |
| Gmina Rząśnik     | rural        | 167,4            | 6 603             | Rząśnik     |
| Gmina Zabrodzie   | rural        | 92,0             | 5 535             | Zabrodzie   |
| Gmina Somianka    | rural        | 116,4            | 5 491             | Somianka    |

## Démographie
Données du 30 juin 2005:
| Description | Total  | Total | Femmes | Femmes | Hommes | Hommes |
| ----------- | ------ | ----- | ------ | ------ | ------ | ------ |
| Unité       | Nombre | %     | Nombre | %      | Nombre | %      |
| Population  | 71 626 | 100   | 36 230 | 50,58  | 35 396 | 49,42  |
| Urbain      | 26 987 | 37,68 | 13 974 | 19,51  | 13 013 | 18,17  |
| Rural       | 44 639 | 62,32 | 22 256 | 31,07  | 22 383 | 31,25  |

## Histoire
De 1975 à 1998, les différents gminy du powiat actuelle appartenaient administrativement à la Voïvodie d'Ostrołęka.

La Powiat de Wyszków est créée le 1er janvier 1999, à la suite des réformes polonaises de gouvernement local passées en 1998 et est rattachée à la voïvodie de Mazovie.